# Ramiro Saraiva Guerreiro
Ramiro Elísio Saraiva Guerreiro (* 2. Dezember 1918 in Salvador da Bahia; † 19. Januar 2011 in Rio de Janeiro) war ein brasilianischer Politiker und Diplomat.
Er studierte Rechts- und Sozialwissenschaften. 1978–1979 war er brasilianischer Botschafter in Paris.
Vom 15. März 1979 bis zum Ende der Militärdiktatur am 15. März 1985 war er Außenminister in der Regierung von João Baptista de Oliveira Figueiredo.
Von April 1985 bis Januar 1987 war er Botschafter in Rom. Über seine Zeit von 1964 bis 1985 im Itamaraty, dem Außenministerium, berichtet er in seinem Werk Lembranças de um empregado do Itamaraty.

## Schriften
- O Brasil e sua politica externa. Textos de aula. Ed. UnB, Brasília 1981.
- Mitverfasser: O Itamarati e o Congresso Nacional. Senado Federal, Secretaria Especial de Relacoes com o Congresso, Brasília 1985.
- Lembranças de um empregado do Itamaraty. Siciliano, São Paulo 1992, ISBN 85-267-0453-2.
- O falecido e suas quase viúvas. Razão Cultural, Rio de Janeiro 1997, ISBN 85-86280-19-4.